# إليزابيث ريد
إليزابيث ريد (21 مارس 1989 - ) (بالإنجليزية: Elizabeth Reid)‏ هي لاعبة كرة طائرة المملكة المتحدة في مركز وسط ‏. شاركت في الألعاب الأولمبية الصيفية 2012.

## وصلات خارجية
- إليزابيث ريد على موقع أوليمبيديا (الإنجليزية)
- إليزابيث ريد على موقع اللجنة الأولمبية البريطانية (الإنجليزية)